# Hypogymnia krogiae
Hypogymnia krogiae är en lavart som beskrevs av Ohlsson. Hypogymnia krogiae ingår i släktet Hypogymnia och familjen Parmeliaceae.   Inga underarter finns listade i Catalogue of Life.

## Källor

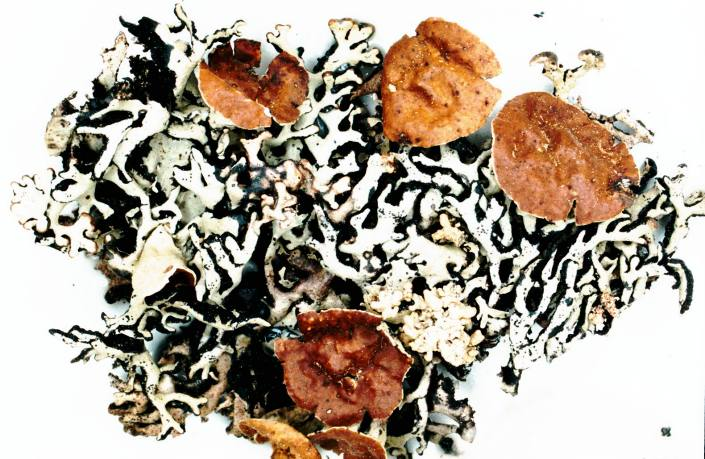
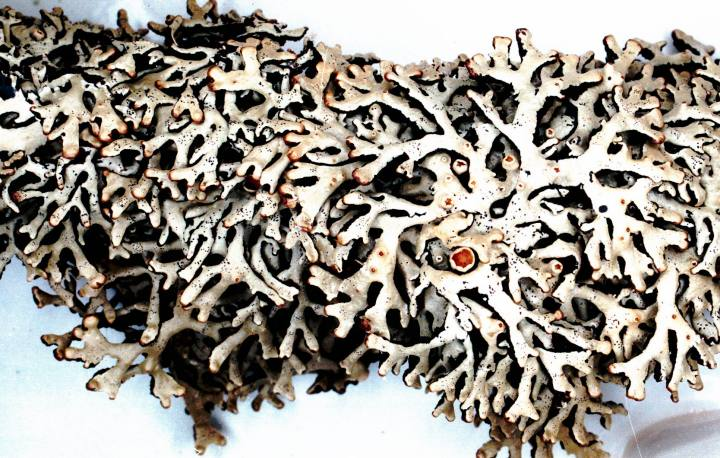
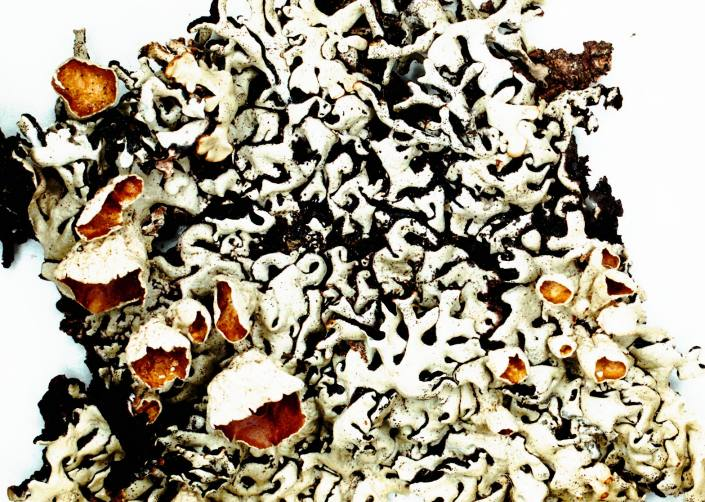